# Shamrock Lakes
Shamrock Lakes – miasto w Stanach Zjednoczonych, w stanie Indiana, w hrabstwie Blackford.